# Team Recycled

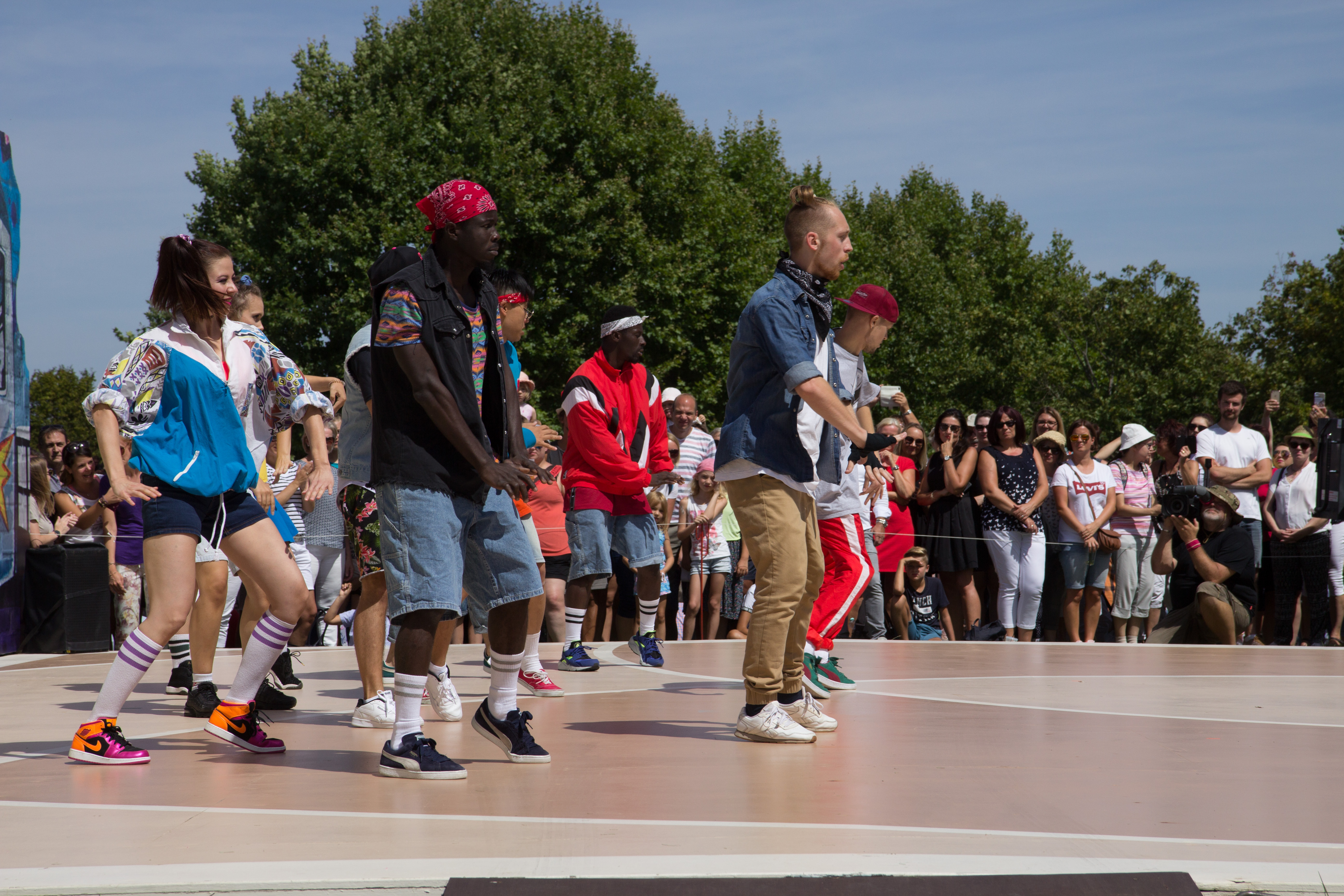
Team Recycled im ZDF-Fernsehgarten (2018)

Team Recycled ist eine im Jahr 2010 gegründete urbane Tanzgruppe aus Berlin, die für ihre starken Choreografien im Bereich Streetdance und Hip-Hop-Tanz bekannt ist. Die Gruppe kombiniert Elemente aus Hip-Hop, Modern Dance und Showtanz und ist durch nationale wie internationale Auftritte bekannt geworden.

## Geschichte
Team Recycled wurde 2010 von Jeff Jimenez und Devin Ash-Quaynor in Berlin gegründet. Der Name der Gruppe reflektiert die Idee des „Recyclings“, da die Mitglieder aus verschiedenen bestehenden Tanzcrews stammen und unterschiedliche kulturelle Hintergründe haben. Die Gruppe ist bekannt für ihre Vielfalt, mit Mitgliedern, die Wurzeln in über 13 Ländern haben, darunter Somalia, Rumänien, Kamerun und Vietnam.
Die Gruppe trainiert regelmäßig in der Flying Steps Academy in Berlin-Kreuzberg.

## Erfolge
Team Recycled hat zahlreiche nationale und internationale Erfolge erzielt, beispielsweise:
- 2018: 1. Platz in der Mega Crew Division bei den Hip Hop International Germany in Hannover.[2]
- 2019: 2. Platz bei den UDO German Championships[2]
- 9-facher Deutscher Meister im Bereich Urban Dance[2]
- 5-facher Berliner Meister (Stand 2024)[1]

## Medienauftritte
Neben den Wettbewerbsteilnahmen war Team Recycled in weiteren Medienformaten präsent:
- 2013: Auftritt bei Got to Dance (ProSieben)[3]
- 2015: Dritte Staffel von Got to Dance und Einzug ins Finale.[3]
- 2015: Netflix: ABCD 2 - Nebenrolle / Anthahonisten (Bollywood)
- 2018: Masters of Dance (ProSieben)
- 2020: Netflix Film: Into The Beat
- 2022: Amazon Prime: Street Dancer 3D (Bollywood)
- 2025: Zwanzigste Staffel von America’s Got Talent[4]
- 2025: Americas Got Talent Season 20[5][6]

## Stil und Philosophie
Der Stil von Team Recycled kombiniert Hip-Hop, Urban Dance, Streetstyle und Showelemente. Dabei legen die Tänzer großen Wert auf Teamarbeit, kulturelle Vielfalt sowie die Förderung junger Talente.